# اچ‌دی ۱۴۲۰۲۲
اچ‌دی ۱۴۲۰۲۲ یک ستاره است که در صورت فلکی هشتک قرار دارد.